# Saltino (Prignano sulla Secchia)
Saltino è una frazione del comune di Prignano sulla Secchia, in provincia di Modena, all'interno dell'unione dei comuni del distretto ceramico.

## Storia
Il termine Saltino deriva probabilmente dal latino Saltus, pascolo boschivo, per via della ricchezza di fauna in tempi antichi.

### Epoca precomunale
Le prime notizie storiche relative a questa terra compaiono sotto i nomi di due località originariamente distinte sia in linea civile che ecclesiastica: Saltino e Cassolo.
La prima località di cui si hanno notizie storiche è Cassolo della quale troviamo menzione durante l'epoca precomunale, nel Diploma di Carlo Magno dell'8 giugno 781 e in una Carta di donazione alla Cattedrale reggiana del 1010. Entro la circoscrizione civile ed ecclesiastica di Cassolo sembra che si trovasse un'altra località non meno antica: Dignatica, della quale troviamo pure menzione nel citato Diploma di Carlo Magno dell'8 giugno 781.
Di Saltino invece si trova il nome, insieme a quello di Rivalta e Cassolo stesso, in epoca comunale un atto del 1144 di compravendita tra il primo abate del monastero benedettino di Santa Maria di Marola e alcuni abitanti del luogo.

### Epoca comunale
Saltino viene ancora citato negli atti di dedizione al comune di Modena prima nel 1178 e successivamente nel 1187 dove il vassallo del vescovo di Modena, Gandolfo da Saltino, è presente al giuramento dei Sassolesi in qualità di Commissario modenese, e nel 1197 al giuramento degli uomini della Badia di Frassinoro.
In data 9 luglio 1201 gli uomini di Saltino e Cassolo, in persona dei loro consoli, prestano giuramento di alleanza e fedeltà al Comune di Reggio, del quale saranno ancora in dipendenza nel 1315, secondo quanto riportato dal Liber focorum pubblicato in quell'anno.
Nell'agosto 1321 nella località Volta di Saltino avviene una memorabile battaglia fra le masnade di Guidinello III da Montecuccoli e le truppe di Francesco Bonaccolsi, guidate da Daddolo della Rosa e da Manfredino da Gorzano, nella quale l'esercito del Bonacolsi diretto alla riconquista di Montefiorino, dopo aver subito una sanguinosa sconfitta, dovette ritirarsi lasciano nelle mani del nemico uno dei cinque capitani e numerosi altri prigionieri.

### Signoria dei Fogliani
Presumibilmente a metà del Trecento i borghi di Saltino e Cassolo vengono incorporati e passano sotto il dominio della Signoria dei Fogliani, risultando tra i ventiquattro castelli - già posseduti dai Fogliani - dei quali Bernabò Visconti concede l'investitura a Guido Savina da Fogliano nel 1373, al tempo della Signoria dei Visconti in Reggio.
Ai Fogliani Saltino rimase certamente fino al 1451, in quell'anno si trova notizia del passaggio dal nobile Tommaso Barba da Fogliano al marchese Borso dei castelli di Saltino, Debbia e Levizzano.

### Epoca recente
Durante la seconda guerra mondiale, entra a fare parte della Repubblica di Montefiorino ed è il teatro delle operazioni del gruppo partigiano 34ª Brigata "Monte Santa Giulia". Il 10 aprile 1945 perde la vita il comandante partigiano Mario Allegretti durante uno scontro a fuoco con forze tedesche. In occasione del trentesimo annivestario della morte, sul luogo della morte è stato costruito un cippo commemorativo.
Fa parte dell'Unione dei comuni del Distretto Ceramico.

## Geografia fisica
Saltino si adagia sul versante a nord del Monte Santa Giulia che scende verso il fiume Secchia. La geografia del territorio è stata profondamente mutata dallo sfruttamento agricolo del terreno. Il territorio è caratterizzato da coltivazioni agricole, mentre i boschi sono rimasti a ricoprire i versanti esposti a nord.
Il territorio è caratterizzato anche da numerose frane. Tra le più famose, ricordiamo quella del 1977, che ha interessato l'area del cimitero del paese. Mentre la frana in località Ca' di Viano è ancora monitorata dall'Università di Modena e Reggio Emilia.
Il centro abitato è caratterizzato dalla frammentazione in piccole borgate, questo a testimonianza della storia contadina del paese. Ogni borgata è raccolta attorno a una vecchia casa padronale. Tra le principali borgate si possono ricordare Ca' di pozzo, Casa Vecchia, Ca' di Viano, Casa della Regina, la Castellina, le Borre, Aia del Sasso, il Brandone, Prato Vignale, Rivalta (di sopra - di sotto), la Volta di Saltino, Pugnago, Casa della Villa, Casa Severino, Ca' Tagliatini, Ca' Castellari.

## Monumenti e luoghi d'interesse

### Borgo storico
La chiesa parrocchiale è dedicata a san Tommaso. Questa è stata ricostruita nel settecento sulla vecchia struttura esistente già dal XIV secolo della quale rimane soltanto la torre campanaria. All'interno si trova un pregevole dipinto cinquecentesco rappresentante la crocifissione, la Maddalena e due santi, presumibilmente sant'Antonio abate e san Leone. La chiesa conserva anche l'altare con paliotto in scagliola del ‘700.

### Pugnago
Il borgo di Pugnago si trova a un chilometro dal centro abitato di Saltino, lungo la strada provinciale che porta a Monchio di Palagano. Il borgo si sviluppa attorno a un borgo centrale omogeneo risalente al XIV-XV secolo. Di particolare interesse architettonico è la torre cinquecentesca di quattro piani costruita in pietra arenaria. La torre presenta inoltre una colombaia e mensole lignee intagliate. Un edificio adiacente alla torre stessa reca sulla facciata la data 1701 ed è collegato alla torre tramite un loggiato a due colonne aggiunto in epoca successiva.

## Cultura
Ogni 14 agosto avviene la processione dell'Assunta, che dalla chiesa parrocchiale scende verso il fiume Secchia, fino ad arrivare al santuario della Madonna del Bosco. Durante la processione, viene trasportata una statua della Madonna Assunta, in ricordo di un presunto miracolo di traslocazione della statua conservata nel santuario della Madonna del Bosco.
A cadenza triennale, la sera del venerdì santo, viene organizzata la Via Crucis vivente. Manifestazione di carattere religioso.

## Infrastrutture e trasporti
La frazione è attraversata dalla Strada provinciale Via Monchio. Il paese è anche attraversato dalla vecchia Via Ducale, strada che collegava l'Emilia alla Toscana attraversata anche dalla regina d'Inghilterra.

## Parrocchia di San Tommaso Apostolo in Saltino

### Rettori
La parrocchia è parte della Diocesi di Reggio Emilia-Guastalla. Secondo l'elenco compilato da Fernando Fabbi, della chiesa di San Tommaso Apostolo di Saltino furono successivamente titolari i seguenti Rettori:
- 1302 - Don Michele
- 1358 - Don Pietro da Saltino
- 1436 - Don Domenico da Scurano
- 1456 - Don Vincenzo Dall'Ara da Saltino
- 1487 - Don Angelo Dall'Ara
- 1538 - Don Pietro Dall'Ara
- 1591 - Don Vincenzo Dall'Ara
- 1644 - Don Bartolomeo Pugnaghi
- 1666 - Don Bartolomeo Baroni
- 1711 - Don Domenico Ghirelli
- 1754 - Don Domenico Minghuzzi
- 1767 - Don Giuseppe Amadei
- 1769 - Don Pietro Corsi
- 1786 - Don Giuseppe Corsi
- 1811 - Don Luca Munari
- 1817 - Don Carlo Tellini-Pozzi
- 1818 - Don Giuseppe Pugnaghi
- 1832 - Don Rinaldo Toni
- 1865 - Don Leopoldo Palladini
- 1917 - Don Amilcare Gatti
- 1931 - Don Umberto Pessina
- 1942 - Don Egidio Guberti
- 1976 - Don Carlo Padolini

Alla morte di Don Carlo Padolini avvenuta del 1993, la parrocchia di San Tommaso Apostolo di Saltino cessa di avere un titolare residente nella canonica parrocchiale ed entra a fare parte dell'Unità Pastorale di Prignano sulla Secchia, Castelvecchio e Saltino.
I titolari della parrocchia sono così stati i seguenti rettori della parrocchia di San Lorenzo e San Michele di Prignano sulla Secchia:
- 1993 - Don Orazio Salsi
- 2005 - Don Giancarlo Bertolini
- 2015 - Padre Raoul Mambo